# 凱瑟鎮區 (印地安納州迪卡爾布縣)
凱瑟鎮區（英語：Keyser Township）是位於美國印地安納州迪卡爾布縣的一個行政鎮區。

## 地方資料
根據2010年美國人口普查的數據，凱瑟鎮區的面積為62.20平方千米，當中陸地面積為62.10平方千米，而水域面積為0.10平方千米。當地共有人口7666人，而人口密度為每平方千米123.25人。